# Stargazer (The Zephyrs)
Stargazer è un extended play del gruppo musicale The Zephyrs, uscito nel 2001.

## Tracce
1. Stargazer
2. Urges